# Ville de Dubbo
La ville de Dubbo (en anglais : City of Dubbo) est une ancienne zone d'administration locale située dans l'État de Nouvelle-Galles du Sud en Australie.

## Géographie
Elle s'étendait sur 3 428 km2 dans le centre-est de l'État. Dubbo était le siège administratif de la ville qui comprenait également les localités de Brocklehurst, Eumungerie, Mogriguy, Rawsonville, Toongi et Wongarbon.

## Histoire
Le district municipal de Dubbo est créé en 1872. Il accède au statut de ville en 1966 et fusionne avec le comté de Trabalgar en 1980.
Le 12 mai 2016, par décision du gouvernement de Nouvelle-Galles du Sud, la ville de Dubbo est fusionnée avec le conseil de Wellington pour former le conseil de la région des Plaines de l'ouest qui prend le nom de conseil de la région de Dubbo le 7 septembre de la même année.

## Démographie
En 2011, la population s'élevait à 38 805 habitants.